# Pino Cerami
Giuseppe "Pino" Cerami, född den 28 april 1922 i Misterbianco på Sicilien, död den 20 september 2014 i Gerpinnes, var en ursprungligen italiensk (i andra halvan av karriären belgisk) professionell landsvägscyklist. 1960 vann han Paris-Roubaix och Vallonska pilen, samt blev trea i linjelopp vid världsmästerskapen. Den 1 juli 1963 vann han som 41 år och 95 dagar gammal etapp nio av Tour de France och är med detta den äldste etappvinnaren i Tour de France sedan andra världskriget (april 2024).
Sedan 1964 körs loppet Grand Prix Pino Cerami i Hainaut, Belgien.

## Meriter
1948
3 i Dokter Tistaertprijs
7:a i Lombardiet runt
8:a i Critérium du Dauphiné libéré
9:a i Vallonska pilen
1949
4:a i Vallonska pilen
4:a i Züri Metzgete
6:a i Liège-Bastogne-Liège
1950
9:a i Paris-Bryssel
1951
Vinnare av Tour du Doubs
Vinnare av etapperna 3 och 5 i Belgien runt
7:a i Critérium du Dauphiné libéré
1952
3:a i Dokter Tistaertprijs
4:a i Tour de Suisse
1953
2:a i Lombardiet runt
3:a i Belgien runt
3:a i Dokter Tistaertprijs
10:a i Tour de Suisse
1954
Vinnare av etapperna 12 och 13 i Tour d'Europe
10:a i Liège-Bastogne-Liège
1955
Vinnare av etapp 5 i Tour de l'Ouest
2:a i Nationale Sluitingsprijs
3:a i Dokter Tistaertprijs
1956
7:a i Liège-Bastogne-Liège
10:a i Vallonska pilen
1957
Belgien runt :
Vinnare totalt
Vinnare av etapp 1
2:a i Omloop Het Volk
2:a i Nokere Koerse
7:a i Paris-Bryssel
1958
Vinnare av etapp 2 i Grand Prix du courrier picard
2:a i Paris-Bryssel
2:a i Tour de Romandie
2:a i Bordeaux-Paris
6:a i Lombardiet runt
8:a i Flandern runt
1959
Vinnare av etapp 3 i Tour de Luxembourg
3:a i Tour de Luxembourg
7:a i Bordeaux-Paris
1960
Vinnare av Paris-Roubaix
Vinnare av Vallonska pilen
2:a i Super Prestige Pernod
3:a i linjelopp vid Världsmästerskapen i landsvägscykling
5:a i Bordeaux-Paris
1961
Vinnare av Brabantse Pijl
Vinnare av Paris-Bryssel
8:a i Bordeaux-Paris
1962
2:a i Vallonska pilen
1963
Vinnare av etapp 9 i Tour de France
2:a i Trophée Peugeot
2:a i Liège-Bastogne-Liège
2:a i Week-end ardennais
6:a i Vallonska pilen